# Richart Reiche
Richart Reiche (* 2. Dezember 1876 in Barmen (heute Stadtteil von Wuppertal); † 11. Juli 1943 in Düsseldorf) war ein deutscher Kunsthistoriker.
Reiche studierte zuerst Rechtswissenschaft und dann Kunstgeschichte. Das Studium beendete er 1903 mit der Promotion in Kunstgeschichte über den Paderborner Dom bei Georg Dehio in Straßburg. Anschließend arbeitete er Assistent bei Paul Clemen in Bonn.
Im Jahre 1907 wurde Reiche zum Konservator des Barmer Kunstvereins und faktisch zum künstlerischen Leiter und Ausstellungskurator des Vereins. In der Vereinsgalerie organisierte Reiche mehrere bedeutende Ausstellungen der modernen Kunst und half vielen jungen, noch unbekannten Künstlern, indem er ihre Werke an Sammler und andere Galerien bzw. Museen vermittelte; dazu gehörten u. a.: Franz Marc, Alexej von Jawlensky, Emil Nolde, Adolf Erbslöh, Marianne von Werefkin oder August Macke. In seine Amtszeit fällt die Blütezeit Barmens als Stätte des Expressionismus. Vor seinem Ausscheiden aus der Funktion des Konservators beim Barmer Kunstverein besaß dieser eine der wichtigsten Sammlungen moderner Kunst in Deutschland. Darüber hinaus gehörte Reiche zeitweise dem Vorstand des „Sonderbundes westdeutscher Kunstfreunde und Künstler“ in Düsseldorf an.
Ende des Jahres 1931 legte er sein Amt zum Januar 1932 nieder und zog nach Düsseldorf-Oberkassel. Personelle Differenzen mit der Verwaltung der erst 1929 gegründeten Stadt Wuppertal sind als mutmaßlicher Grund für seine Amtsniederlegung anzusehen. Nach seinem Weggang wurden die Barmer Ruhmeshalle und der Elberfelder Museumsverein in das Städtische Museum Wuppertal zusammengeführt. Danach arbeitete Reiche als Berater für die Städtische Gemäldegalerie Bochum.
Richart Reiche starb während eines Bombenangriffs auf Düsseldorf.
Die Bergische Kunstgenossenschaft verleiht verdienten Künstlern die Ehrenauszeichnung – die Richart-Reiche-Plakette.